# Thymidine triphosphate
La désoxythymidine triphosphate (dTTP), est un désoxyribonucléotide précurseur de l'ADN. Elle est constituée de résidus de thymine et de 2-désoxyribose lié à un groupe triphosphate.
Son ribonucléotide correspondant est la 5-méthyluridine triphosphate.